# Aleiodes lucidus
Aleiodes lucidus är en stekelart som först beskrevs av Szepligeti 1906.  Aleiodes lucidus ingår i släktet Aleiodes och familjen bracksteklar. Inga underarter finns listade i Catalogue of Life.